# Saint-Vincent (Puy-de-Dôme)
Saint-Vincent é uma comuna francesa na região administrativa de Auvérnia-Ródano-Alpes, no departamento de Puy-de-Dôme. Estende-se por uma área de 5,84 km². Em 2010 a comuna tinha 424 habitantes (densidade: 72,6 hab./km²).